# Kroonkruidblauwtje
Het kroonkruidblauwtje (Plebejus argyrognomon) is een vlinder uit de familie Lycaenidae (kleine pages, vuurvlinders en blauwtjes). 

## Kenmerken
De spanwijdte bedraagt 25 tot 30 millimeter.

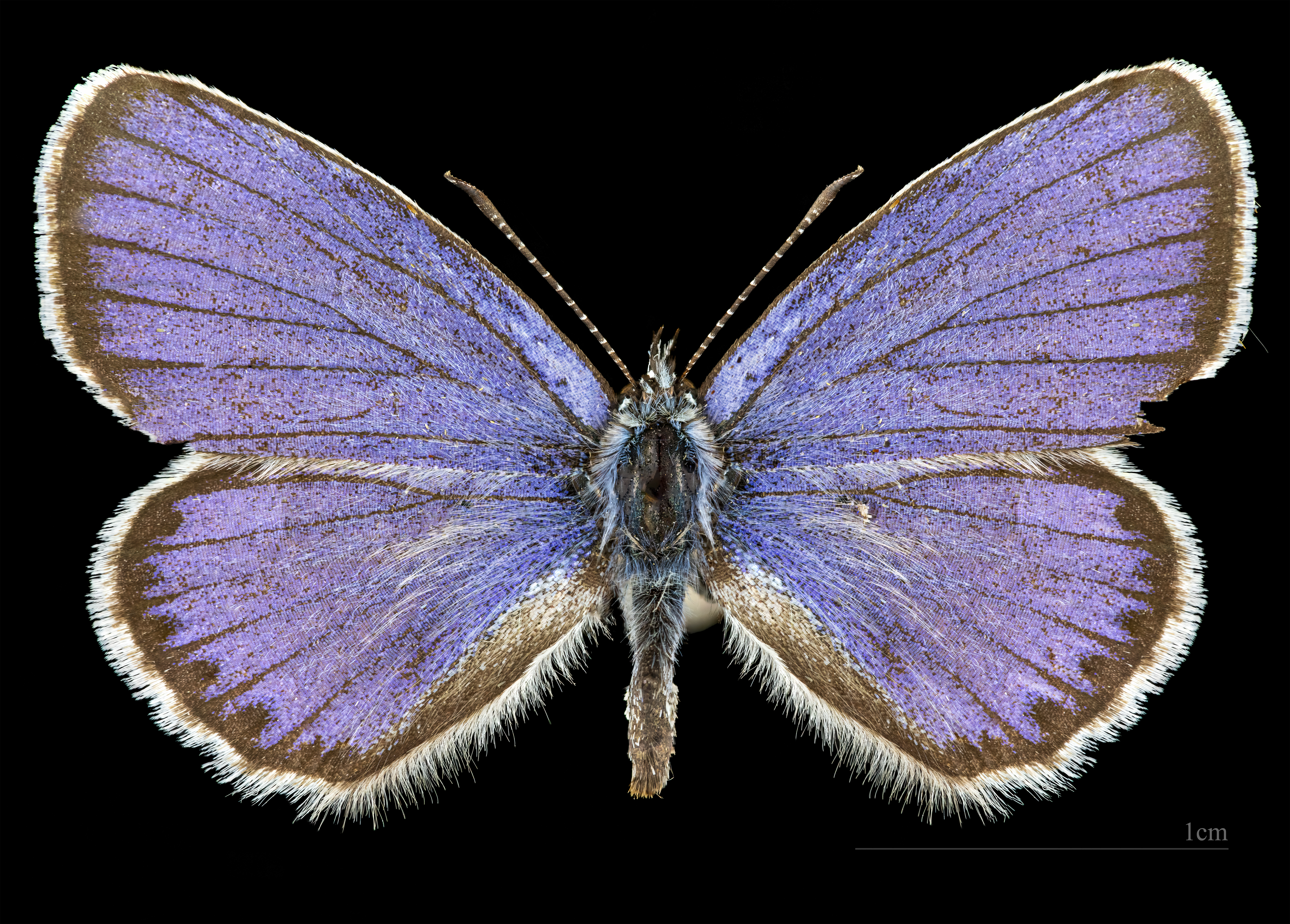
Plebejus a. argyrognomon ♂
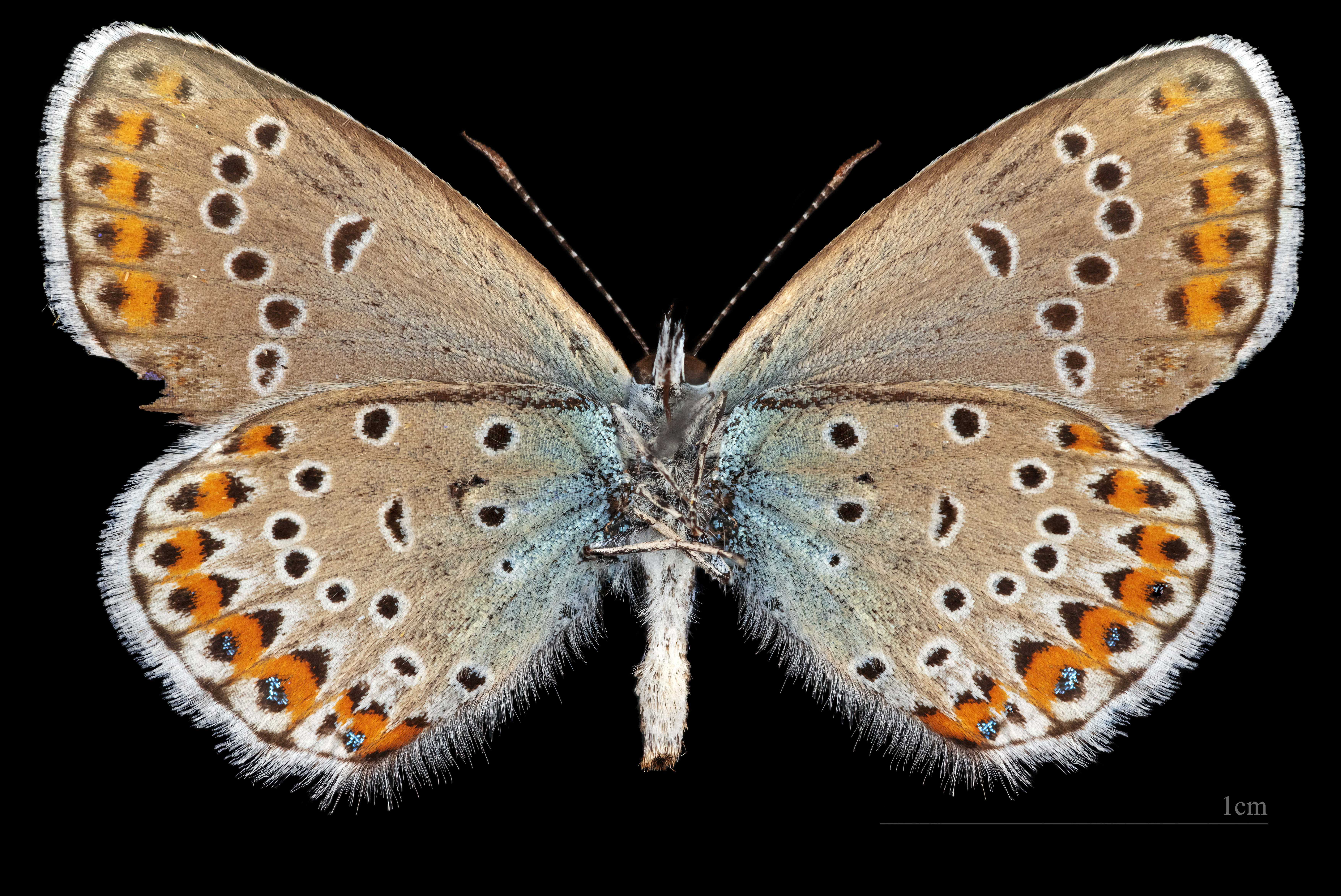
♂ △
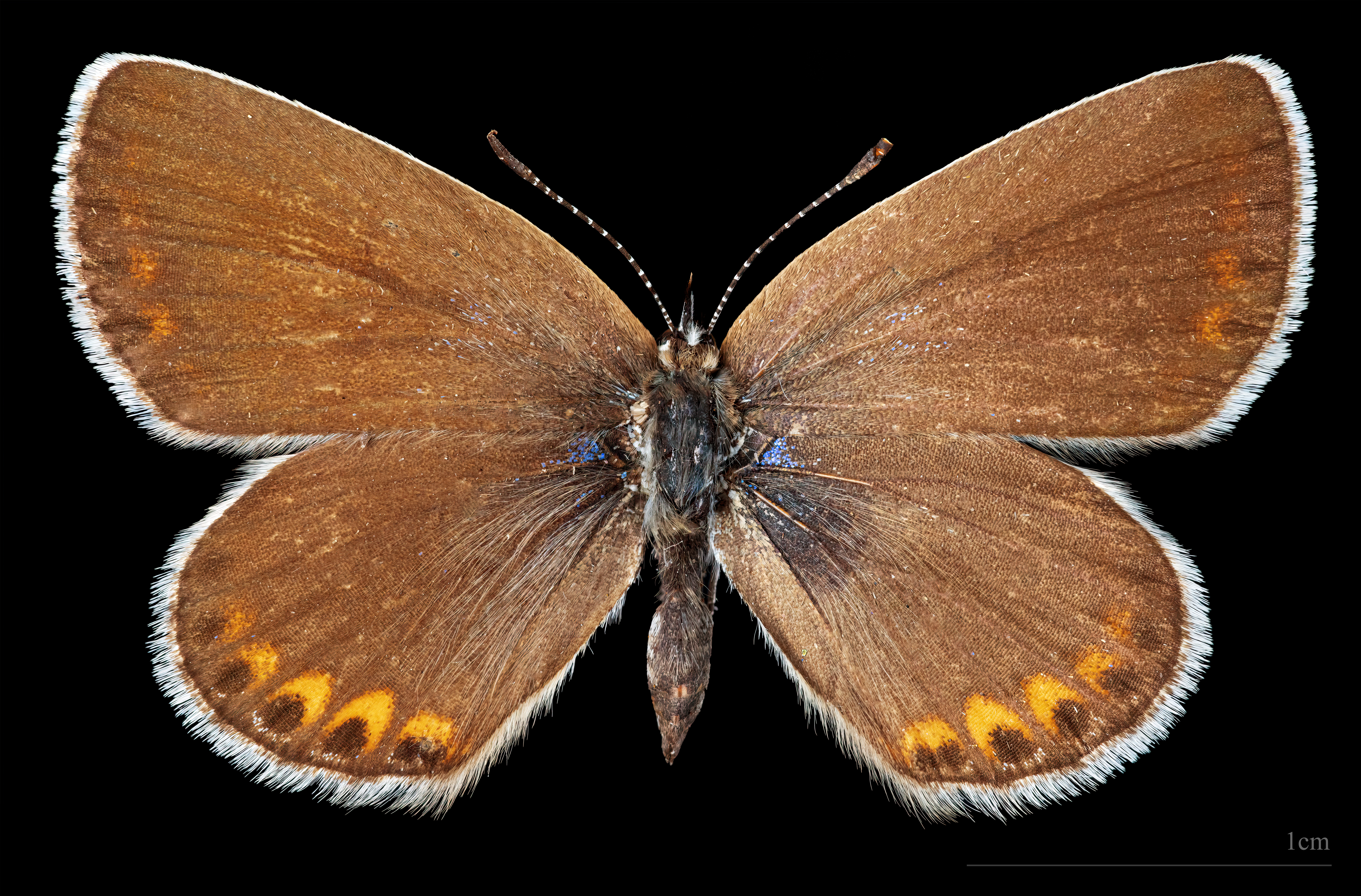
♀
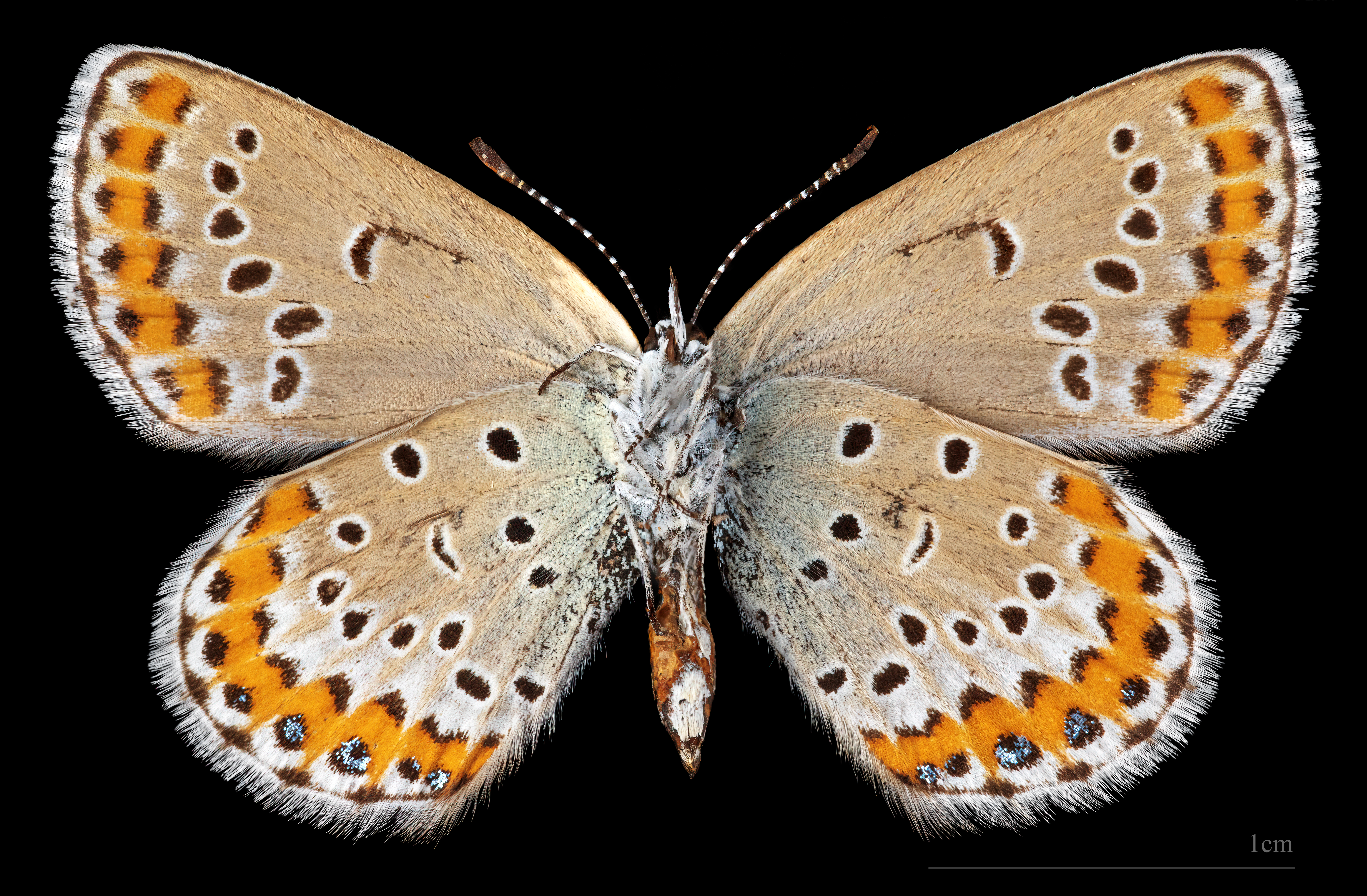
♀ △

## Verspreiding en leefgebied
De soort komt verspreid over Europa voor. In Nederland komt hij niet voor; uit België is de soort verdwenen. De vlinder vliegt op hoogtes van 200 tot 1500 meter. De vliegtijd is van mei tot en met augustus.

## Leefwijze
De waardplanten zijn bont kroonkruid en wilde hokjespeul. De soort overwintert als ei of rups. De rups wordt door verscheidene mierensoorten verzorgd.

## Ondersoorten
- Plebejus argyrognomon argyrognomon
- Plebejus argyrognomon buchara (Forster, 1936)
- Plebejus argyrognomon caerulescens (Grum-Grshimailo, 1893)
- Plebejus argyrognomon danapriensis (Stempfer-Schmidt, 1932)
- Plebejus argyrognomon euergetes (Stauder, 1914)
- Plebejus argyrognomon letitia (Hemming, 1934)
  - = Lycaena argus ligurica Oberthür, 1910
- Plebejus argyrognomon praeterinsularis (Verity, 1921)